# Stamp!
 (mars 2024).
Si vous disposez d'ouvrages ou d'articles de référence ou si vous connaissez des sites web de qualité traitant du thème abordé ici, merci de compléter l'article en donnant les références utiles à sa vérifiabilité et en les liant à la section « Notes et références ».
Singles
1. The Moon
Sortie : 2006
2. Colours of the Rainbow
Sortie : 2007
3. Moonlight Shadow
Sortie : 2007
4. Counting Down The Days
Sortie : 2007
5. Where Are You Now?
Sortie : 2008
6. Stamp on the ground
Sortie : 2009
7. So small (Vocal remix)
Sortie : 2009
8. Love Is On Fire
Sortie : 2010
9. Radio hardcore
Sortie : 2010
10. Put your Hands up in the air
Sortie : 2011

Stamp! est le premier album du groupe ItaloBrothers, sorti le 10 décembre 2010 en Allemagne. 

## Liste des titres
| #   | Titre                                       | Durée |
| --- | ------------------------------------------- | ----- |
| 1.  | Stamp On The Ground                         | 3:17  |
| 2.  | Love Is On Fire                             | 3:23  |
| 3.  | Radio Hardcore                              | 3:09  |
| 4.  | Upside Down                                 | 3:33  |
| 5.  | Underwater World                            | 3:05  |
| 6.  | Colours Of The Rainbow                      | 3:27  |
| 7.  | Heaven                                      | 3:38  |
| 8.  | So Small (Dance Radio Edit)                 | 3:16  |
| 9.  | Counting Down The Days (Cascada Radio Edit) | 3:14  |
| 10. | It Must Have Been Love                      | 3:14  |
| 11. | The Moon                                    | 3:21  |
| 12. | Put Your Hands In The Air                   | 3:07  |
| 13. | Where Are You Now                           | 3:08  |
| 14. | Moonlight Shadow                            | 3:07  |